# Глобальний екологічний фонд
Глоба́льний екологі́чний фо́нд (ГЕФ, англ. Global Environment Facility, GEF) — незалежний міжнародний фінансовий суб'єкт, чия діяльність реалізується через Програму розвитку ООН, Програму охорони навколишнього середовища ООН, і Світовий банк. ГЕФ надає фонди для фінансування додаткових витрат для того, щоб проєкт став екологічно привабливим.

## Історія створення та діяльності
Глобальний екологічний фонд (ГЕФ) заснований в 1991 році як незалежний фінансовий механізм надання країнам, що розвиваються, грантів на реалізацію проєктів, які позитивно впливають на стан глобального навколишнього середовища і сприяють формуванню сталих джерел доходів місцевого населення. ГЕФ надає гранти на здійснення проєктів у таких галузях: біорізноманіття, зміна клімату, міжнародні води, деградація земель, захист озонового шару та стійкі органічні забруднювачі.
ГЕФ — це фінансовий механізм реалізації міжнародних конвенцій щодо біорізноманіття, зміни клімату та стійких органічних забруднювачів. ГЕФ також є фінансовим механізмом Конвенції ООН про боротьбу з опустелюванням у тих країнах, що потерпають від серйозної посухи та/або опустелювання, особливо в Африці та тісно співпрацює з органами інших договорів та угод. ГЕФ тісно взаємодіє з Секретаріатами Конвенцій, установами-виконавцями, організаціями-виконавцями, приватним сектором і громадянським суспільством.
ГЕФ об'єднує зусилля урядів 182 країн, які входять до нього та підтримує партнерські відносини з міжнародними установами, неурядовими організаціями, місцевими громадами, а також з приватним сектором, з метою вирішення глобальних екологічних проблем і, в той же час, підтримки національних ініціатив у сфері сталого розвитку.
Глобальний екологічний фонд надає гранти для різних типів проєктів, починаючи від кількох тисяч до кількох мільйонів доларів. Це повномасштабні проєкти — більше $1 млн, середньомасштабні проєкти — до 1 млн дол., та так звані малі гранти. Концепції повномасштабних та середньомасштабних проєктів можуть бути розроблені урядами, неурядовими організаціями, громадами, приватним сектором, або іншими структурами громадянського суспільства у відповідності до національних екологічних пріоритетів країни-реципієнта та напрямів діяльності ГЕФ.
ГЕФ — найбільше джерело фінансування проєктів, спрямованих на поліпшення стану глобального навколишнього середовища: він виділив 9,2 млрд дол. США з власних коштів і залучив більше 40 млрд дол США в порядку співфінансування для реалізації понад 2600 проєктів в країнах, що розвиваються, і країнах з перехідною економікою. Крім того, в рамках своєї Програми малих грантів (ПМГ) ГЕФ надав неурядовим та громадським організаціям різних країн понад 12000 грантів невеликого розміру.
До складу партнерства ГЕФ входять три Установи-виконавці — Програма розвитку ООН (ПРООН), Програма ООН з навколишнього середовища (ЮНЕП) і Світовий банк (СБ), а також сім Організацій-виконавців — Продовольча і сільськогосподарська організація Об'єднаних Націй (ФАО), Організація ООН з промислового розвитку (ЮНІДО), Африканський банк розвитку (АфБР), Азійський банк розвитку (АБР), Європейський банк реконструкції та розвитку (ЄБРР), Міжамериканський банк розвитку (МАБР) та Міжнародний фонд сільськогосподарського розвитку (МФСР).